# Hrabství Mayo
Hrabství Mayo (irsky Contae Mhaigh Eo, anglicky County Mayo) je irské hrabství, nacházející se na severozápadě země v bývalé provincii Connacht. Sousedí s hrabstvím Galway na jihu a s hrabstvími Roscommon a Sligo na východě. Severní a západní pobřeží omývá Atlantský oceán.
Hlavním městem hrabství je Castlebar. Hrabství má rozlohu 5586 km² a žije v něm přibližně 131 tisíc obyvatel.
Mezi zajímavá místa patří oblast Connemara, město Castlebar, Achill Island či útesy Croaghaun.
Dvoupísmenná zkratka hrabství, používaná zejména na SPZ, je MO. Název pochází z irského výrazu Maigh Eo, který znamená „pláň tisů“.